# Rous River
Der Rous River ist ein Fluss im äußersten Nordosten des australischen Bundesstaates New South Wales.

## Verlauf
Der Rous River entspringt bei Numinbah an den Südosthängen der McPherson Range nahe der Grenze zu Queensland. Von dort aus fließt er nach Osten und mündet bei Tumbulgum zwischen Murwillumbah und Tweed Heads in den Tweed River.

### Nebenflüsse mit Mündungshöhen
Er hat folgende Nebenflüsse:
- Hopkins Creek – 44 m
- Jacksons Creek – 33 m
- Nobbys Creek – 18 m
- Crystal Creek – 13 m

## Geschichte
Der Fluss ist nach dem britischen Marineoffizier und Lebemann Henry John Rous (1795–1877) benannt, der ab 1828 die Gegend um den Richmond River und den Tweed River erforschte.
Im Januar 2006 gelangte nur teilweise gereinigtes Abwasser aus Notfalltanks und Teichen des Klärwerks in Murwillumbah in den Fluss. Das Klärwerk war wegen eines Schadens abgeschaltet und wurde von den Abwässern der Stadt überfüllt. Biologische Untersuchungen des Flusswassers zeigten auf, dass die Verschmutzung zu groß war, und so wurde zeitweise ein Badeverbot ausgesprochen.
2007 schlug die Regierung von New South Wales vor, den Rous River, den Oxley River und den Byrill Creek aufzustauen. Der Widerstand der Anwohner war aber so groß, dass sich eine Kampagne namens Save the Caldera Rivers bildete, um den Bau der Staudämme zu verhindern.